# Мухопад Йосип Хомич
Йо́сип Хоми́ч Мухопа́д (*1914, Шкуратівка, Сумський район, Сумська область) — український учитель, природолюб-аматор, учитель біології шкуратівської школи. Заклав Дендропарк «Шкуратівський».
Народився він у 1914 році в с. Шкуратівка. У Шкуратівці пройшло і його дитинство. Після школи у 1938 році закінчив педагогічний інститут за спеціальністю «Викладач
природничих дисциплін». Учителював в Путивльському районі, завідував там краєзнавчим музеєм.
У грудні 1939 року був призваний до лав армії. З початком німецько-радянської війни на фронті. Був поранений, опинися у полоні, перебував у концтаборах у Польщі та Німеччині. Після закінчення війни більше 40 років працював учителем у Шкуратівській школі.
У 1967 році під його керівництвом на пустирі в центрі села був висаджено більше тисячі саджанців хвойних дерев. Він написав листи у ботанічні сади і національні парки багатьох  країн і отримав насіння хвойних дерев, які там ростуть. У 2004 році ділянка отримала статус дендропарку, у якому зростає майже 50 видів хвойних дерев.